# Taupye
Taupye é uma vila localizada no Distrito Central em Botswana. Possuía, em 2011, uma população estimada de 598 habitantes.